# Municipio de L'Anse
El municipio de L'Anse (en inglés: L'Anse Township) es un municipio ubicado en el condado de Baraga en el estado estadounidense de Míchigan. En el año 2010 tenía una población de 3843 habitantes y una densidad poblacional de 5,52 personas por km².

## Geografía
El municipio de L'Anse se encuentra ubicado en las coordenadas 46°43′2″N 88°18′20″O / 46.71722, -88.30556. Según la Oficina del Censo de los Estados Unidos, el municipio tiene una superficie total de 696.76 km², de la cual 640,77 km² corresponden a tierra firme y (8,03 %) 55,98 km² es agua.

## Demografía
Según el censo de 2010, había 3843 personas residiendo en el municipio de L'Anse. La densidad de población era de 5,52 hab./km². De los 3843 habitantes, el municipio de L'Anse estaba compuesto por el 81,55 % blancos, el 0,73 % eran afroamericanos, el 12,2 % eran amerindios, el 0,21 % eran asiáticos, el 0,16 % eran de otras razas y el 5,15 % eran de una mezcla de razas. Del total de la población el 1,04 % eran hispanos o latinos de cualquier raza.